# Зибер, Рудольф
Рудольф Зибер (нем. Rudolf Sieber; 20 февраля 1897, Ауссиг, Богемия, Австро-Венгрия; ныне Усти-над-Лабем, Чехия — 24 июня 1976, Силмар, долина Сан-Фернандо, Калифорния, США) — ассистент режиссёра, исполнительный продюсер. Супруг актрисы Марлен Дитрих.

## Биография
17 мая 1923 года женился на Марлен Дитрих. Несмотря на то что супруги жили вместе лишь первые 5 лет замужества, они никогда не разводились, и Марлен Дитрих постоянно поддерживала своего официального мужа материально. 
С 1927 год Рудольф Зибер жил с подругой – танцовщицей Тамарой Николаевной Звягинцевой (1905—1956, псевдоним — Тамара Матул, Тами), русской эмигранткой, родом из аристократической русской семьи Николаевых-Звягинцевых, эмигрировавшей в 1917 году из России. 
В 1930 году  вместе с Тамарой Звягинцевой  переехал в Калифорнию и жил на птицеводческой ферме в долине Сан-Фернандо. В этой семье воспитывалась дочь Марлен и Рудольфа Зибера. Сложные жизненные обстоятельства — невозможность открыто жить с мужем, невозможность иметь детей, повлияли на психику Тамары Звягинцевой и привели к шизофрении и к её трагической кончине.
Умер 24 июня 1976 года от рака.

## Супруга и дети
Супруга — Марлен Дитрих, дочь — Мария Рива, урожденная Мария Элизабет Зибер.